# زینووی سردیک
زینووی سردیک (انگلیسی: Zinovie Serdiuk؛ ۱۵ نوامبر ۱۹۰۳ – ۸ اوت ۱۹۸۲) سیاستمدار اهل مولداوی بود.
زینووی سردیک در ۸ اوت ۱۹۸۲، در سن ۷۸ سالگی درگذشت.
وی همچنین برندهٔ جوایزی همچون نشان پرچم سرخ و نشان لنین شده‌است.